# Épernon
Épernon ist eine französische Gemeinde mit 5509 Einwohnern (Stand 1. Januar 2022) im Département Eure-et-Loir in der Region Centre-Val de Loire. Die Einwohner des Ortes heißen Sparnonien(ne)s oder Epernonien(ne)s. Die Stadt liegt am Ufer des Flusses Drouette, an der Einmündung der beiden Nebenflüsse Guéville und Guesle.

## Geschichte
Der Sohn von Hugo Capet ließ die Festungen in Montfort-l’Amaury und Épernon errichten, um das Schloss von Saint-Léger zu schützen. Die Stadt Épernon entstand am Fuße des Schlosses und dehnte sich bis zum Ufer der Guesle aus. Der Name der Stadt änderte sich im Laufe der Zeit: Sparro (1024), Sparnaïcum (1095), Esparnonium (~1120), Espernonne (1450).
Durch die Lage an der alten Bahnstrecke Paris–Brest erhielt die Stadt bereits 1849 Bahnanschluss.

### Bevölkerungsentwicklung
| Jahr                       | 1962 | 1968 | 1975 | 1982 | 1990 | 1999 | 2009 | 2017 |
| Einwohner                  | 2417 | 3329 | 4200 | 4950 | 5097 | 5498 | 5281 | 5551 |
| Quellen: Cassini und INSEE |      |      |      |      |      |      |      |      |

## Sehenswürdigkeiten

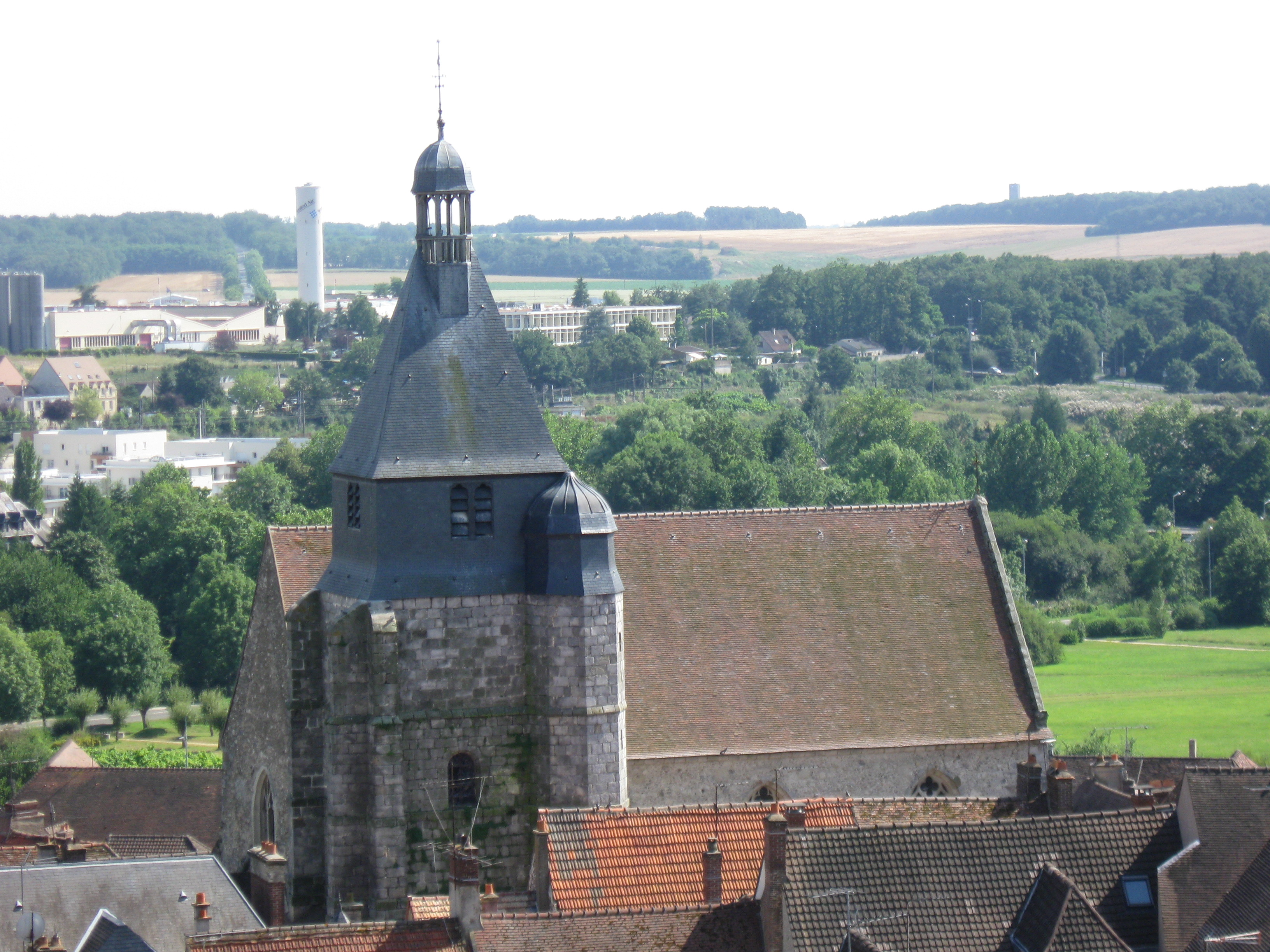
Kirche Saint-Pierre

- Katholische Pfarrkirche Saint-Pierre mit bemalter Holzbalkendecke aus dem 16. Jahrhundert

## Wirtschaft
In Épernon waren aufgrund der reichen Sandstein-Vorkommen seit dem 15. Jahrhundert zahlreiche Steinbrüche. Hier wurde unter anderem das Baumaterial für den Aquädukt von Maintenon gefördert. Nach der Eröffnung der Bahnlinie nach Paris wurde die unter Baron Haussmann im Umbruch befindliche Hauptstadt ein Großabnehmer des Sandsteins aus Épernon. Über viele Jahrhunderte wurden zudem in Épernon Mühlsteine hergestellt, die gegen Ende des 19. Jahrhunderts nach ganz Europa transportiert wurden.

## Partnerstadt
- Amberg, Deutschland

## Persönlichkeiten
- Michael Chasles (1793–1880), französischer Mathematiker